# 浜松市議会
浜松市議会（はままつしぎかい）は、静岡県の政令指定都市であり、県内最多の人口を誇る浜松市の議会である。

## 概要
- 定数：46人
- 任期：2023年5月1日 - 2027年4月30日
- 選挙区：各行政区を選挙区とする中選挙区制（単記非移譲式）
- 議長：戸田誠（自由民主党浜松）
- 副議長：須藤京子（自由民主党浜松）

## 選挙区
- 浜松市議会の選挙制度は、各行政区を選挙区とする中選挙区制（単記非移譲式）である。下記定数は行政区再編前の2023年選挙当時のもの。

| 選挙区 | 定数 |
| ------ | ---- |
| 中区   | 14   |
| 東区   | 7    |
| 西区   | 6    |
| 南区   | 6    |
| 北区   | 5    |
| 浜北区 | 5    |
| 天竜区 | 3    |
| 計     | 46   |

## 会派
（2024年7月現在、◎は会派代表者）
| 会派名               | 議員数      | 所属党派                            | 所属議員 | 女性議員数 | 女性議員の割合(%) |
| -------------------- | ----------- | ----------------------------------- | --- | ---------- | ----------------- |
| 自由民主党浜松       | 23          | 自由民主党22人 無所属1人            | ◎鳥井德孝、渥美誠、井田博康、太田康隆、小野田康弘、加茂俊武、神間郁子、久米丈二、倉田清一、小泉翠、齋藤和志、鈴木裕之、須藤京子、髙林修、辻村公子、露木里江子、戸田誠、中野和幸、花井和夫、平野岳子、藤田典良、松本康夫、栁川樹一郎 | 6          | 26.08             |
| 市民クラブ           | 7           | 立憲民主党1人 国民民主党1人 無所属6 | ◎斉藤晴明、石津陽子、岩田邦泰、大城七瀬、北野谷富子、鈴木真人、花井洋介 | 3          | 42.86             |
| 公明党               | 5           | 公明党                              | ◎幸田惠里子、黒田豊、松下正行、丸英之、山崎とし子 | 2          | 40                |
| 創造浜松             | 5           | 無所属                              | ◎遠山将吾、太田利実保、湖東秀隆、関イチロー、森田賢児 | 0          | 0                 |
| 日本共産党浜松市議団 | 3           | 日本共産党                          | ◎北島定、小黒啓子、酒井豊実 | 1          | 33.33             |
| 浜松市政向上委員会   | 1           | 無所属                              | 鈴木恵 | 1          | 100               |
| 市民サポート浜松     | 1           | 無所属                              | 馬塚彩矢香 | 1          | 100               |
| 計                   | 46（欠員1） |                                     | | 14         | 30.43             |

## 議員報酬等
| 役職   | 議員報酬        | 政務活動費  |
| ------ | --------------- | ----------- |
| 議長   | 月額 80万3000円 | 月額 15万円 |
| 副議長 | 月額 71万7000円 | 月額 15万円 |
| 議員   | 月額 64万8000円 | 月額 15万円 |

- 別途、年2回期末手当あり
- 政務活動費の残金は市に返還する義務がある
- 議員年金は2011年（平成23年）6月1日で廃止されている

## 沿革
2005年
- 12月21日 - 市議会は伊藤善太郎に対する辞職勧告決議案を可決。伊藤はスナックで女性客の胸をさわり書類送検されていた。

2006年
- 1月4日 - 辞職勧告決議を受けた伊藤善太郎が辞職。

2018年
- 8月16日 - 西区選出の新村和弘市議（創造浜松）は記者会見で、アダルト動画を含む動画を市議会事務局の契約するインターネット回線から違法に投稿していたことを明らかにした[3]。動画の著作権者がネットの接続業者に権利侵害を訴え、接続業者の指摘で動画投稿が発覚した[3]。新村は、執務の空いた時間や自宅で作業していた[3]。
- 8月17日 - 新村和宏は辞職[3]。

2019年
- 4月7日 - 浜松市議会議員選挙執行。浜北区選挙区（定数5）と天竜区選挙区（定数3）は無投票。

2023年
- 2月2日 - 柳川樹一郎（自由民主党浜松）は、市民文教委員会で、市立中学校の男性教諭が男性の住むアパートに侵入して再逮捕された事件をめぐり、「この人はちょっと異常な性癖。ふつうの感覚だと、女性のアパートに侵入する」と発言した。柳川は2月4日、委員長に対し自身の発言を議事録から削除するよう求めた[4]。
- 2月8日 - 柳川は記者会見を開いて謝罪した。会見では、同年4月の浜松市議会議員選挙で「審判を受ける」とした。一方、性的少数者の支援活動を行う「浜松TG研究会」など4団体は柳川に対する公開質問状を提出し、「差別発言だ」と批判した[5]。
- 4月9日 - 浜松市議会議員選挙執行。天竜区選挙区（定数3）は無投票。前述の発言が問題視された柳川は南区選挙区（定数6）で最下位当選で10選を果たした。

2024年
- 9月6日 - 稲葉大輔（自由民主党浜松）が第50回衆議院議員総選挙に立候補のため辞職。

## 歴代議長
特記なき場合「歴代正副議長」による。
| 代 | 氏名       | 就任         | 退任         | 備考 |
| -- | ---------- | ------------ | ------------ | ---- |
| 初 | 松井良哉   | 明治44年10月 | 大正2年2月   |      |
| 2  | 竹山平八郎 | 大正3年9月   | 大正5年3月   |      |
| 3  | 沢田寧     | 大正5年3月   | 大正7年9月   |      |
| 4  | 中村忠七   | 大正7年9月   | 大正11年9月  |      |
| 5  | 沢田寧     | 大正11年9月  | 大正15年2月  |      |
| 6  | 小竹祿之助 | 大正15年2月  | 大正15年9月  |      |
| 7  | 鈴木幸作   | 大正15年9月  | 昭和5年9月   |      |
| 8  | 津倉亀作   | 昭和5年9月   | 昭和8年4月   |      |
| 9  | 坂本辰平   | 昭和8年4月   | 昭和9年4月   |      |
| 10 | 石田秀作   | 昭和9年4月   | 昭和9年9月   |      |
| 11 | 井上剛一   | 昭和9年9月   | 昭和12年3月  |      |
| 12 | 石岡孝平   | 昭和12年3月  | 昭和13年9月  |      |
| 13 | 内藤惣一   | 昭和13年9月  | 昭和15年9月  |      |
| 14 | 大塚章司   | 昭和15年10月 | 昭和17年9月  |      |
| 15 | 岩崎豊     | 昭和17年9月  | 昭和19年9月  |      |
| 16 | 平野真一   | 昭和19年9月  | 昭和22年4月  |      |
| 17 | 木全大孝   | 昭和22年5月  | 昭和25年6月  |      |
| 18 | 小野江祐助 | 昭和25年6月  | 昭和26年4月  |      |
| 19 | 徳田由太郎 | 昭和26年5月  | 昭和29年5月  |      |
| 20 | 大林稔     | 昭和29年5月  | 昭和30年4月  |      |
| 21 | 大林稔     | 昭和30年5月  | 昭和32年12月 |      |
| 22 | 戸田利勝   | 昭和32年12月 | 昭和33年10月 |      |
| 23 | 川合小四郎 | 昭和33年10月 | 昭和34年4月  |      |
| 24 | 立石健     | 昭和34年5月  | 昭和36年12月 |      |
| 25 | 川合小四郎 | 昭和36年12月 | 昭和38年4月  |      |
| 26 | 牧野英司   | 昭和38年5月  | 昭和39年5月  |      |
| 27 | 立石健     | 昭和39年5月  | 昭和42年4月  |      |
| 28 | 安藤茂市   | 昭和42年5月  | 昭和44年5月  |      |
| 29 | 青木梅太郎 | 昭和44年5月  | 昭和45年5月  |      |
| 30 | 立石健     | 昭和45年5月  | 昭和46年4月  |      |
| 31 | 高橋長節   | 昭和46年5月  | 昭和47年5月  |      |
| 32 | 安藤茂市   | 昭和47年5月  | 昭和48年5月  |      |
| 33 | 鈴木進午   | 昭和48年5月  | 昭和49年5月  |      |
| 34 | 古橋三千平 | 昭和49年5月  | 昭和50年4月  |      |
| 35 | 小杉武光   | 昭和50年5月  | 昭和51年5月  |      |
| 36 | 安藤茂市   | 昭和51年5月  | 昭和52年5月  |      |
| 37 | 榊谷義則   | 昭和52年5月  | 昭和53年5月  |      |
| 38 | 大場俊雄   | 昭和53年5月  | 昭和54年4月  |      |
| 39 | 青野坪三   | 昭和54年5月  | 昭和55年5月  |      |
| 40 | 村木隆治   | 昭和55年5月  | 昭和56年5月  |      |
| 41 | 加藤与茂一 | 昭和56年5月  | 昭和57年5月  |      |
| 42 | 土屋静雄   | 昭和57年5月  | 昭和58年4月  |      |
| 43 | 田中茂     | 昭和58年5月  | 昭和59年5月  |      |
| 44 | 大石忠平   | 昭和59年5月  | 昭和60年5月  |      |
| 45 | 鈴木進午   | 昭和60年5月  | 昭和61年5月  |      |
| 46 | 村木隆治   | 昭和61年5月  | 昭和62年4月  |      |
| 47 | 松下太三   | 昭和62年5月  | 昭和63年5月  |      |
| 48 | 福田英雄   | 昭和63年5月  | 平成元年5月  |      |
| 49 | 高林和夫   | 平成元年5月  | 平成2年5月   |      |
| 50 | 榊谷義則   | 平成2年5月   | 平成3年4月   |      |
| 51 | 鈴木芳治   | 平成3年5月   | 平成4年5月   |      |
| 52 | 中村圭介   | 平成4年5月   | 平成5年5月   |      |
| 53 | 三輪新五郎 | 平成5年5月   | 平成6年5月   |      |
| 54 | 松野幹男   | 平成6年5月   | 平成7年4月   |      |
| 55 | 伊藤善太郎 | 平成7年5月   | 平成8年5月   |      |
| 56 | 音羽愼一   | 平成8年5月   | 平成9年5月   |      |
| 57 | 倉田佐一郎 | 平成9年5月   | 平成10年5月  |      |
| 58 | 遠藤隆久   | 平成10年5月  | 平成11年4月  |      |
| 59 | 戸田久市   | 平成11年5月  | 平成12年5月  |      |
| 60 | 青野正二   | 平成12年5月  | 平成13年5月  |      |
| 61 | 江間広     | 平成13年5月  | 平成14年5月  |      |
| 62 | 山下昌利   | 平成14年5月  | 平成15年4月  |      |
| 63 | 栁川樹一郎 | 平成15年5月  | 平成16年5月  |      |
| 64 | 栁川樹一郎 | 平成16年5月  | 平成17年5月  |      |
| 65 | 田中満洲男 | 平成17年5月  | 平成18年5月  |      |
| 66 | 寺田昌弘   | 平成18年5月  | 平成19年3月  |      |
| 67 | 酒井基寿   | 平成19年5月  | 平成20年5月  |      |
| 68 | 内田幸博   | 平成20年5月  | 平成21年5月  |      |
| 69 | 髙林一文   | 平成21年5月  | 平成22年5月  |      |
| 70 | 中村勝彦   | 平成22年5月  | 平成23年4月  |      |
| 71 | 吉村哲志   | 平成23年5月  | 平成24年5月  |      |
| 72 | 鈴木浩太郎 | 平成24年5月  | 平成25年5月  |      |
| 73 | 太田康隆   | 平成25年5月  | 平成26年5月  |      |
| 74 | 大見芳     | 平成26年5月  | 平成27年4月  |      |
| 75 | 鈴木育男   | 平成27年5月  | 平成28年5月  |      |
| 76 | 花井和夫   | 平成28年5月  | 平成29年5月  |      |
| 77 | 渥美誠     | 平成29年5月  | 平成30年5月  |      |
| 78 | 飯田末夫   | 平成30年5月  | 平成31年3月  |      |
| 79 | 栁川樹一郎 | 令和元年5月  | 令和2年5月   |      |
| 80 | 鈴木育男   | 令和2年5月   | 令和3年5月   |      |
| 81 | 和久田哲男 | 令和3年5月   | 令和4年5月   |      |
| 82 | 太田康隆   | 令和4年5月   | 令和5年5月   |      |
| 83 | 戸田誠     | 令和5年5月   | 現職         |      |